# Helen Fielding
Helen Fielding (Morley, 19 febbraio 1958) è una scrittrice, produttrice televisiva, giornalista e sceneggiatrice inglese, autrice de Il diario di Bridget Jones, pubblicato nel 1996, dal quale è stato tratto il film omonimo campione d'incassi, e dei sequel Che pasticcio, Bridget Jones!, Bridget Jones's Baby e Bridget Jones - Un amore di ragazzo.

## Biografia
Helen Fielding è nata e cresciuta a Morley, West Yorkshire. Ha frequentato la Wakefield Girls High School e successivamente ha studiato Inglese presso il St Anne's College, Università di Oxford. 
È stata legata, dal 1999 al 2009, a Kevin Curran (produttore esecutivo dei Simpsons), con il quale ha due figli: Dashiell e Romy.

## Pubblicazioni
- Cause Celeb (1994)
- Il diario di Bridget Jones, 1998 (Bridget Jones's Diary, 1996)
- Che pasticcio, Bridget Jones!, 1999 (Bridget Jones: The Edge Of Reason 1999)
- Bridget Jones's Guide to Life (2001)
- Olivia Joules and The Overactive Imagination (2004)
- Bridget Jones, un amore di ragazzo, 2013 (Bridget Jones: Mad About the Boy, 2013)

## Film
- Il diario di Bridget Jones (2001)
- Che pasticcio, Bridget Jones! (2004)
- Bridget Jones's Baby (2016)
- Bridget Jones - Un amore di ragazzo (2025)

## Curiosità
- Fa la sua comparsa in un episodio dei Simpsons, dove il club del libro di Marge Simpson sta facendo una recensione de "Il Diario di Bridget Jones".
- Tutti gli articoli originali dell'Independent e del Telegraph, nei quali è nato l'indimenticabile personaggio di Bridget Jones, possono essere consultati su Bridget Jones Online Archive.